# Панський маєток (Олександрівськ)
Па́нський має́ток в Олександрі́вську — поміщицька садиба XVIII століття, яка знаходиться в Олександрівську. Маєток на даний час перебуває в занедбаному стані.

## Історія садиби
Маєток був збудований поміщиком Костянтином Юзбашевим, який передав його в спадок своєму сину Олександру та землі в районі села Весела Гора. Це сталось між 1783–1802 роками. Фрагменти давнього опису Катеринославської губернії, зокрема про Слободу Олександрівку, свідчать:
въ 1783 году, по усердной просьбѣ обывателей слободы Александровки, Юзбашевки тожъ, и по собственному желанію, бригадиръ Константинъ Николаевичъ Юзбашъ началъ хлопотать о постройкѣ въ слободѣ Александровкѣ церкви во имя Вознесенія Господня
.
Маєток був проданий поміщику Сомову в 1806 році. З 1861 року власником садиби стає поміщик Рубенштейн, який згодом продав маєток поміщику Єловайскому (в інших джерелах Іловайський). У 1883 році маєток придбав поміщик Лев Голубєв. В квітні 1918 року Олександрівськ зайняли частини кайзерівської Німеччини й німці вивезли з поміщицького будинку все майно. По закінченню громадянської війни в будинку розташовувалась райрада, так як Олександрівськ на той час був районним центром. Після Великої Вітчизняної війни будівлю віддали під обласний протитуберкульозний диспансер, який проіснував в ньому до 2006 року.
Коли будинок став вільний, він продовжував перебувати в занедбаному вигляді. Його передали на баланс Олександрівської міської ради, яка не мала коштів для реставрації колишнього маєтку й здала маєток в оренду приватному підприємству, який розпочав роботи з реконструкції.
Це місце називають по-різному: панський будинок (найпоширеніша назва), «Будинок поміщика Голуба», «Будинок поміщика Сомова», а в деяких більш пізніх джерелах — «Маєток Ширинского — Шахматова» (проте ні старожили, ні місцеві краєзнавці ніколи не чули, щоб хтось колись називав так це маєток).

## Опис маєтку
Садиба Юзбаша, обгороджена цегляною огорожею, складалась із власне садиби з будівлями, будинку управляючого, саду за річкою Лугань та Свято-Вознесенського храму.
Панський будинок збудовано у строгій відповідності до канонів раннього російського класицизму. Це двоповерхове приміщення із портиками на обох фасадах: північний прикрашають колони іонічного ордера, південний — коринфського.
Головний (північний) фасад є найзбереженою частиною особняка. Можливо тому, що в часи перебування тут тубдиспансеру він був тильною стороною і ним користувались мало. Нагорі стоїть дата — 1772, яка до цього часу не визначена, чи це рік будівництва самого особняка, чи рік створення на цьому місці садиби, чи дата масового заселення села приїжджими селянами і майстрами.
Колонада, яка веде до будинку, побудовані в дорійському стилі і слугувала переходом з будинку прислуги до маєтку і ймовірно була збудована у відповідності вимогам раннього класицизму. Таким чином, в побудові представлені всі три різновиди декору античності. До східних дверей був прибудований дах. Саме сюди, до колонади, через ворота по дорозі під'їжджала карета з господарем, висаджувала його, а потім їхала далі, завертала за ріг і заїжджала до каретного двору.
За джерелами, особняк з'єднувався колонадами з двома флігелями. Але інша колонада не збереглась. Доказом її існування є залишки дірок від кріплень над західними дверима, які схожі на ті, що збереглись над східними, до яких веде перша колонада. Причини зникнення другої колонади невідомі.
Людська, де знаходилися обслуга садиби — кухарі, конюхи, двірники та інші — одноповерхова споруда.
За переказами, маєток мав підземні ходи. Відомо також, що на території панського обійстя є винні погреби.